# Libreria Antiquaria Pregliasco

L'ingresso della libreria torinese nei primi anni di attività

La Libreria Antiquaria Pregliasco è una delle più prestigiose librerie antiquarie italiane, con sede a Torino.
È stata fondata nel 1912 da Lorenzo Pregliasco, che vendette una cascina sulle colline presso Alba per acquistare un negozio di libri usati in centro a Torino. Nel giugno 1921, dopo aver partecipato alla prima guerra mondiale, pubblicò insieme al fratello il primo catalogo della libreria, con la voce più cara proposta a 65 lire. Nella libreria Lorenzo ricevette le visite di Benedetto Croce e di due giovani intellettuali di ispirazione liberale: Piero Gobetti e Luigi Einaudi.
La sua attività comprendeva la ricerca e l'acquisto di biblioteche in tutta Italia. Comprò i volumi della biblioteca formata da Francesco Melzi d'Eril, viceré d'Italia durante l'occupazione napoleonica.
Nel 1947 Lorenzo Pregliasco fu tra i fondatori dell'Associazione Librai Antiquari d'Italia. Dagli anni cinquanta lo affiancò il figlio Arturo Pregliasco, che è stato presidente dell'ALAI tra il 1970 e il 1976.
Nel 1961 la sede è stata spostata di fronte all'Accademia Albertina di Belle Arti.
Il figlio di Arturo, Umberto Pregliasco, presidente ALAI dal 2004, dirige attualmente la libreria.